# HOXC11
HOXC11‏ (Homeobox C11) هوَ بروتين يُشَفر بواسطة جين HOXC11 في الإنسان.